# مسرحية البيدار
البيدار مسرحية كويتية من إخراج علي العلي ومن إنتاج شركة أندبندنس للإنتاج الفني والمسرحي، شارك في البطولة كل من سعد الفرج، جمال الردهان، سلطان الفرج وغيرهم.
عٌرضت المسرحية لأول مرة في عيد الفطر من سنة 2016 وكان ذلك على مسرح الدسمة، كما تم إعادة عرض المسرحية في عيد الأضحى وذلك على مسرح كيفان.
هذا وقد حصلت المسرحية على جائزة أفضل عمل مسرحي للكبار في مهرجان المسرحيون بالعيد 2016.

## بطولة
- سعد الفرج بدور «شملان البيدار»
- جمال الردهان بدور «خليفة الشارد»
- سمير القلاف بدور «عبد القادر السقاي»
- أحمد إيراج بدور «داود حزقيل»
- سلطان الفرج بدور «عبد الوهاب خليفة الشارد»
- نور الكويتية بدور «سبيكة الشارد»
- فهد العبد المحسن بدور «الملا مساعد»
- أحمد تمار بدور «هلال شملان البيدار»
- سامي مهاوش بدور «سكين عبد القادر السقاي»
- ريما الفضالة بدور «سارة ساسون»
- محمد الفيلكاوي بدور «المعتمد البريطاني»
- فيصل الزامل بدور «عدنان درام»
- صالح الدرع بدور «مناحي المزني»

## قصة المسرحية
تبدأ الأحداث في الكويت عام 1939 عندما يبدأ اليهودي الكويتي داود حزقيل وزوجته سارة ساسون بالتعاون مع السلطة المتمثلة بالمعتمد البريطاني جيمي ريتشارد من خلال نقل المعلومات والتجسس على أعضاء المجتمع الكويتي لكي يتم حل المجلس التشريعي الثاني ويتم منع جلب المدرسين من خارج الكويت وتكون هناك محاولات لإشغال المجتمع الكويتي بقضاياه الداخلية السياسية والاجتماعية فينقسم أبطال العمل بين شخصية معارضة للسلطة عن طريق بطل العمل الوجيه شملان البيدار وفريقه من أعضاء المجلس المنحل (مناحي المزني، عدنان دارم)، وشخصية تؤسس الحركة النسائية بالكويت تٌدعى سبيكة الشارد، وشخصية أخرى تؤسس تيار القوميون العرب الرفيق وهي هلال شملان البيدار بعدما ذهب لاستكمال دراسته في لبنان، ثم فريق آخر موالي للسلطة عن طريق الشخصية الرئيسية الثانية بالعمل خليفة الشارد والذي يرسل ابنه عبد الوهاب خليفة الشارد للدراسة في مصر ليعود ويؤسس تيار الإخوان المسلمين بالكويت، وفريق ثالث ليس له مطامع في هذا المجتمع ولا يفكر إلا بالعيش الكريم ويكون هو لسان حال المواطن البسيط ويتمثل في شخصية عبد القادر السقاي وابنه سكين، ومع هذا الصراع تكون هناك شخصية إيجابية تحاول أن تقرب وجهات النظر بين كل الفرق المتخاصمة وإصلاح ما يمكن إصلاحه متمثلة في دور الملا، ومع نهاية أحداث المسرحية في نهاية الأربعينيات يهرب داود حزقيل لإسرائيل بعد الإعلان عن قيامها تاركا وراءه زوجته سارة ساسون والذي يتكفل بها الوجيه شملان البيدار، ويحتدم الصراع بين لال البيدار وعبد الوهاب الشارد كمؤسسين لحزبين يختلفان تماما عن بعضهما البعض.